# Gherasim Rudi
Gherasim Rudi, rusă Герасим Яковлевич Рудь, (n. 19 februarie/4 martie 1907, satul Sărăței, raionul Rîbnița - d. 26 iunie 1982, Chișinău) a fost un specialist în domeniul pomiculturii și om politic din RSS Moldovenească, care a îndeplinit funcția de președinte al Sovietului de Miniștri al RSS Moldovenești (1946–1958).

## Biografie
Gherasim Rudi s-a născut la data de 19 februarie/4 martie 1907 în satul Sărăței (astăzi în raionul Rîbnița), în familia unui țăran. Începând din anul 1920 a lucrat în colhoz, ca grădinar la ferma de stat din satul natal. În anul 1924 s-a înscris ca student la Școala tehnică de agronomie din Rîbnița.
Începând din ianuarie 1928 este șef al Biroului de pomicultură din cadrul Școlii tehnice de horticultură și viticultură din orașul Rîbnița. În septembrie 1928 se înscrie la studii la Institutul de Agronomie din Odessa, apoi în ianuarie 1929 se transferă la Academia Agronomică „K.A. Timireazev” din Moscova, ale cărei cursuri le-a absolvit în anul 1931. În luna septembrie a aceluiași an s-a înscris la cursurile postuniversitare ale Institutului „I.V. Miciurin” din orașul Miciurinsk, regiunea Tambov. În anul 1933 a obținut titlul științific de docent în agronomie, apoi în anul 1937 și pe cel de candidat în agronomie.
În martie 1933 este numit lector la Școala Superioară de Agronomie din RSSA Moldovenească, cu sediul la Tiraspol. În paralel, a deținut și funcțiile de șef de catedră (1933–1937) și de director al școlii (1937–1939).
În aprilie 1939 a intrat în Partidul Comunist al Uniunii Sovietice. Din martie 1939 a fost lector docent și director al Școlii tehnice de agronomie din cadrul Fermei agricole din Tiraspol. În anii 1939–1940 a fost vicepreședinte al Sovietului Comisarilor Poporului din RSS Moldovenească, iar după înființarea RSS Moldovenești în august 1940, Rudi a devenit prim-vicepreședinte al aceluiași consiliu. Între anii 1941–1958 a îndeplinit funcția de deputat în Sovietul Suprem al URSS.
Începând din iulie 1941 a fost membru al grupului operativ al Partidului Comunist din RSSM pe Frontul de Sud. În aprilie 1943 a fost numit comisar de legătură al PC din RSS Moldovenească cu brigăzile de partizani. După reocuparea Basarabiei de către URSS, Gherasim Rudi este numit în funcția de comisar al poporului însărcinat cu afacerile externe ale RSS Moldovenești (1944–1946).
În perioada 5 ianuarie 1946 – 23 ianuarie 1958 a îndeplinit funcția de președinte al Sovietului de Miniștri al RSS Moldovenești, fiind simultan și ministru al afacerilor externe. La data de 17 martie 1949, liderii comuniști de la Chișinau (Nicolai Covali și Gherasim Rudi) împreună cu reprezentantul pentru RSSM al Comitetului Central al PCUS, V. Ivanov, adresează lui I.V. Stalin „Rugămintea de a permite să fie deportați din republică culacii și alte elemente antisovietice”.
În perioada 14 octombrie 1952 – 14 februarie 1956 a fost membru în Comisia Centrală de Revizie a PCUS, apoi între 25 februarie 1956 – 17 octombrie 1961 a îndeplinit funcția de membru supleant în Comitetul Central al PCUS. În ianuarie 1958, când Nikita Hrușciov a inițiat campania de înlăturare din funcții a personalului cu funcții de conducere numit de către Stalin, Rudi a fost eliberat din funcție.
Începând din februarie 1958, el s-a ocupat cu activitatea științifică în calitate de director al Institutului de Cercetări Științifice în Domeniul Industriei Alimentare din RSS Moldovenească. În aprilie 1962, a fost numit în funcția de rector al Institutului Agricol „M.V. Frunze” din Chișinău, deținând această importantă demnitate până la încetarea sa din viață. În anul 1966 a fost promovat la gradul didactic de profesor universitar.
A publicat peste 60 de lucrări științifice în domeniul biologiei culturilor pomicole și intensificării pomiculturii în RSSM. A avut sub îndrumarea sa un număr de 27 doctoranzi. În anul 1970 a fost ales ca membru corespondent al Academiei de Științe din RSS Moldovenească, apoi în anul 1974 a primit titlul de Om emerit în științe din R.S.S.M.
A fost decorat cu trei Ordine Lenin, Ordinul Revoluția din Octombrie, Ordinul Bogdan Hmelnițki cl. I, Drapelul Roșu de Muncă, Ordinul Steaua Roșie și cu Ordinul pentru Prietenie între Popoare. A fost ales de mai multe ori deputat în Sovietul Suprem al RSSM.
Gherasim Rudi a încetat din viață la data de 26 iunie 1982 în municipiul Chișinău, la vârsta de 75 de ani și a fost înmormântat în Cimitirul Ortodox Central din Chișinău. La mormântul său a fost amplasat un bust din granit cenușiu, realizat la mijlocul anilor ’80 ai secolului al XX-lea.